# 18 to Life
18 to Life ist eine kanadische Sitcom von Derek Schreyer und Karen Troubetzkoy. Die aus zwölf Episoden bestehende erste Staffel strahlte der kanadische Sender CBC vom 4. Januar bis 12. April 2010 aus. Im Januar 2011 startete die zweite und letzte Staffel mit 13 Episoden.

## Handlung
Jessie Hill und Tom Bellow sind Nachbarn und schon seit dem Kindesalter ineinander verliebt.
Sie heiraten direkt nach der High School mit 18 Jahren, wovon vor allem ihre Eltern nicht begeistert sind.

## Besetzung

### Hauptbesetzung
| Schauspieler    | Rolle         | Synchronsprecher |
| --------------- | ------------- | ---------------- |
| Stacey Farber   | Jessie Bellow |                  |
| Alain Goulem    | Phil Hill     |                  |
| Angela Asher    | Tara Hill     |                  |
| Jesse Rath      | Carter Boyd   |                  |
| Kaniehtiio Horn | Monica Bellow |                  |
| Arielle Shiri   | Wendy Bellow  |                  |
| Peter Keleghan  | Ben Bellow    |                  |
| Michael Seater  | Tom Bellow    |                  |
| Ellen David     | Judith Bellow |                  |

### Nebenbesetzung
| Schauspieler         | Rolle          | Synchronsprecher |
| -------------------- | -------------- | ---------------- |
| Erin Agostino        | Ava Turner     |                  |
| Carl Alacchi         | der Flüchtling |                  |
| Samantha Moore       | kleine Jessie  |                  |
| Raphael Cohen-Demers | kleiner Tom    |                  |